# Stipagrostis hochstetteriana
Stipagrostis hochstetteriana är en gräsart som först beskrevs av Günther von Mannagetta und Lërchenau Beck och Eduard Hackel, och fick sitt nu gällande namn av De Winter. Stipagrostis hochstetteriana ingår i släktet Stipagrostis och familjen gräs. Utöver nominatformen finns också underarten S. h. secalina.